# Via Manzoni (Firenze)
Via Manzoni si trova a Firenze, da piazza Beccaria all'incrocio tra via Giovan Battista Niccolini e via Giacomo Leopardi.

## Storia
Il quartiere attorno a piazza d'Azeglio, già a ridosso delle mura, venne edificato dopo il 1865, al tempo di Firenze capitale, per accogliere in palazzine, villini e casamenti l'accresciuta popolazione della città. Molte strade della zona sono dedicate agli scrittori dell'Ottocento, spesso residenti, per un certo periodo, a Firenze. Non fa eccezione via Alessandro Manzoni, dedicata al poeta che "risciacquò i panni in Arno". La via gli venne intitolata quando era ancora in vita, con delibera della giunta comunale del gennaio 1868, tra la piazza dedicata a suo nonno Cesare Beccaria e quella a suo genero Massimo d'Azeglio.
L'anno 1868 può essere preso come riferimento anche per datare la realizzazione del tracciato, collegato all'urbanizzazione della vicina piazza Massimo d'Azeglio e al rinnovamento del quartiere della Mattonaia secondo il piano regolatore interno della città redatto dall'ingegnere del Comune Luigi Del Sarto, così come alla definizione della già citata piazza Cesare Beccaria in ragione del progetto di ingrandimento di Firenze messo a punto da Giuseppe Poggi, nell'uno e nell'altro caso in ragione dell'incremento della popolazione e quindi dello sviluppo della città negli anni di Firenze Capitale (1865-1871). Appare peraltro evidente, nonostante la diversa attribuzione dei progetti urbanistici, come il tracciato, ad andamento stellare rispetto alla piazza, integri le esigenze fatte proprie dai due professionisti ottocenteschi.

## Descrizione
In ragione della sua storia la via è segnata dalla presenza di edifici di tono alto borghese, costruiti in una zona precedentemente segnata nel tratto iniziale da più modesti edifici con il fronte principale su borgo la Croce.

### Edifici
| Immagine | N°   | Nome        | Descrizione |
| -------- | ---- | ----------- | --- |
|          | 13   | Palazzina   | Sede della sezione provinciale fiorentina dell'Ente nazionale sordi, si tratta di una modesta palazzina ottocentesca, dotata di un piccolo giardino sul retro che, come quello di altri edifici della zona, è stato ricavato sul sito degli antichi orti del monastero di Santa Teresa. |
|          | 16   | Villa Righi | Il grande edificio bene evidenzia, nelle insistite citazioni di elementi propri dell'architettura fiorentina del Cinquecento, il gusto tardo ottocentesco di derivazione poggiana, e a Giuseppe Poggi, protagonista della trasformazione della città nella seconda metà del secolo, la villa è stata d'altra parte intitolata, benché in tempi recenti. Fu edificata tra il 1869 e il 1870 per Adriano Righi che, nel 1877, la vendette a Giuseppina Augusta Garner Grahan. Dopo la seconda guerra mondiale e fino all'alluvione del 1966 è stata sede di un collegio convitto femminile delle suore Dorotee. In questa data è stata acquisita dall'Ente Provinciale del Turismo, ora Agenzia per il Turismo della Provincia di Firenze.                                                                           |
|          | 19   | Villino     | La facciata che guarda la strada si sviluppa su due piani per tre assi, secondo un modulo ampiamente sperimentato nell'ultimo quarto dell'Ottocento, proprio della tipologia del 'villino', di indubbio equilibrio e 'signorilità'. Come da consuetudine il portone è sormontato da un balcone a balaustri. Ad accrescere il pregio della residenza è lo spazio a verde di pertinenza, sviluppato sul retro e sul fianco, con accessi pedonale (n. 15) e carrabile (n. 17), sul quale si aprono le porte finestre laterali coperte da una notevole pensilina in ferro. Il villino è attualmente sede di uffici della San Paolo Invest. |
|          | 21   | Villino     | Si tratta di una palazzina dal fronte privo di particolari pregi architettonici, attuale sede del Centro Comunitario Valdese e casa pastorale. Di lato al portone d'ingresso è una targa, posta nel maggio 2009, che ricorda il ministero del pastore valdese e senatore della repubblica Tullio Vinay. |
|          | s.n. | Palazzina   | Con ingresso su via Giovan Battista Niccolini 11, è un edificio architettonicamente modesto, databile all'ultimo quarto dell'Ottocento, periodo nel quale questa zona venne progressivamente saturata da nuove costruzioni sorte per rispondere ai bisogni di una città in costante crescita demografica. Sicuramente nata per accogliere più famiglie, la palazzina presenta quattro piani organizzati su tre assi, uno a guardare via Niccolini, l'altro via Manzoni, con il centrale di raccordo. A riscattare il fronte dall'anonimato è una fascia decorativa in corrispondenza dell'ultimo ordine di finestre, all'interno della quale si ripete il motivo di una figura a mezzo busto alata, dai caratteri vagamente neomanieristi. La facciata risulta restaurata attorno agli anni novanta del Novecento. |

### Lapidi
La lapide sul citato n. 21, dedicata a Tullio Vinay, recita:
| IN QUESTO LUOGO TULLIO VINAY 1909 - 1996 PASTORE VALDESE - SENATORE DELLA REPUBBLICA SVOLSE IL SUO MINISTERO DAL 1934 AL 1948 PREDICANDO L'EVANGELO, SALVANDO EBREI DURANTE LE PERSECUZIONI RAZZIALI OPERANDO PER LA RICONCILIAZIONE DEI POPOLI NEL PRIMO DOPOGUERRA, REALIZZANDO OPERE INNOVATIVE ED IMPEGNANDOSI PER TESTIMONIARE SEMPRE E OVUNQUE L'AMORE DI CRISTO. FIRENZE 13 MAGGIO 2009 |